# Льняное (озеро)
Льняное (Льногорское) — озеро, расположенное в Окуловском районе Новгородской области. Фактически представляет собой разлив реки Льняной между двумя моренными грядами, вытянутыми в направлении север—юг.

## Название
В XV веке, когда впервые упоминаются возникшие в этих краях поселения, озеро именовали Льнено. Позднее в обиход вошло более привычное уху название — Льняное.

## Описание
Льняное расположено в 10 км к северу от посёлка Боровёнка в Окуловском районе Новгородской области в узкой холмистой котловине на северном склоне Валдайской гряды. Озеро ледникового происхождения, вытянуто на 9 км, при этом ширина его не превышает 1 км. Наибольшая глубина в 16 м наблюдается в северо-восточной части водоёма, средняя же глубина равна 2,4 м.
Озеро имеет множество заливов. Высокие, до 20 м, коренные берега, поросшие еловыми и сосновыми лесами, чередуются с узкими песчаными пляжами и заболоченными участками. Вода в озере тёмная, дно илистое, волнистое.
В озере водятся плотва, окунь, ёрш, щука, налим, раки.

## Примечательные здания и сооружения

### Усадьба Л. А. Берс (мыза «Утешенье»)
На юго-западном берегу озера в 70-х годах XIX века усадьбу у титулярной советницы Надежды Александровны Кодомцевой приобрела Любовь Александровна Берс, тёща Льва Николаевича Толстого. Вокруг небольшого господского дома были разбиты парк с сосновыми, еловыми, липовыми и берёзовыми аллеями, а также цветники с куртинами из акаций, шиповника, жасмина и сирени. В верхней части парка находилась так называемая «зелёная зала» — площадка правильной квадратной формы, окружённая живыми стенами из деревьев, где располагались беседки для чаепития и большой обеденный стол. Окнами господский дом выходил на озеро, где были устроены пристань для лодок и купальня. Летом 1879 года усадьбу со своим сыном Сергеем посетил сам писатель.
На рубеже XIX—XX веков усадьбу приобрёл адмирал Константин Павлович Пилкин, один из основателей минно-торпедной службы флота страны. При нём получившая своё второе название — Пилкина мыза — усадьба была благоустроена, значительно расширился парк.
После революции 1917 года господский дом из усадьбы был перевезён на мельницу у деревни Большие Концы, а на оставшемся фундаменте возведён новый дом, где некоторое время размещалась начальная школа. В годы Великой Отечественной войны усадьба сгорела и долгое время находилась в запустении. В 1975 году учащимися средней школы деревни Великуша заросший парк был расчищен, а мыза благоустроена. В 1981 году здесь была поставлена изба, долгое время служившая прибежищем для туристов и охотников (до настоящего времени не сохранилась).

### Усадьба К. Ф. Массе (мыза «Устье»)
В месте, где река Льняная берёт начало из озера Льняного, располагалась усадьба инженера Карла Филибертовича Массе «Устье». 
Служащему на картонной фабрике Массе поляку Михаилу Васильевичу Мельницкому, мастеру по лесу, было дано распоряжение о приобретении у помещика Комецкого небольшого имения в местечке Устье, где стояла плотина Дерняковской картонной фабрики. Здесь был разбит парк площадью 5,5 га, стояли скотные дворы, мельница и дом смотрителя. Впоследствии Мельницкий перевёз усадебный дом в имение Шиманово, в 5—6 км от деревни Дерняки.

## Охрана
В 1977 году в целях сохранения природных и историко-культурных комплексов озеро Льняное и прилегающая к нему береговая полоса шириной 2 км с мызами «Устье» и «Утешенье» было объявлено памятником природы регионального значения. На его территории запрещены вырубки леса, а также любые работы, связанные с ухудшением гидрологического режима.

## В искусстве
Предполагается, что на своей картине «Озеро в Новгородской губернии» Константин Юон изобразил именно озеро Льняное.